# Zode (groeivorm)
Met een zode bedoelt men in de beschrijvende plantkunde een groeivorm waarbij de bovengrondse delen min of meer rechtop en ongeveer evenwijdig aan elkaar groeien. Er is geen centraal groeipunt aan te wijzen. Tevens wordt deze groeivorm gekenmerkt doordat er een relatief groot groeivlak van de bodem in beslag wordt genomen, zowel bovengronds als ondergronds. Bovengronds kunnen zodevormende soorten daarom vaak relatief hoge bedekkingen bereiken en ondergronds een groot horizontaal wortelstelsel ontwikkelen.
Bij terrestrische en aquatische vaatplanten ontstaan zoden meestal doordat een soort zich vegetatief uitbreidt door korte, ondergrondse wortelstokken.
De term graszode of zode wordt ook vaak gebruikt in een niet-ecologische context, waarmee men een dunne plak bestaande uit bovengrondse plantendelen, weinig aarde en wortels van gras bedoeld. Deze worden dikwijls gebruikt voor de aanleg van gazons.

## Fotogalerij

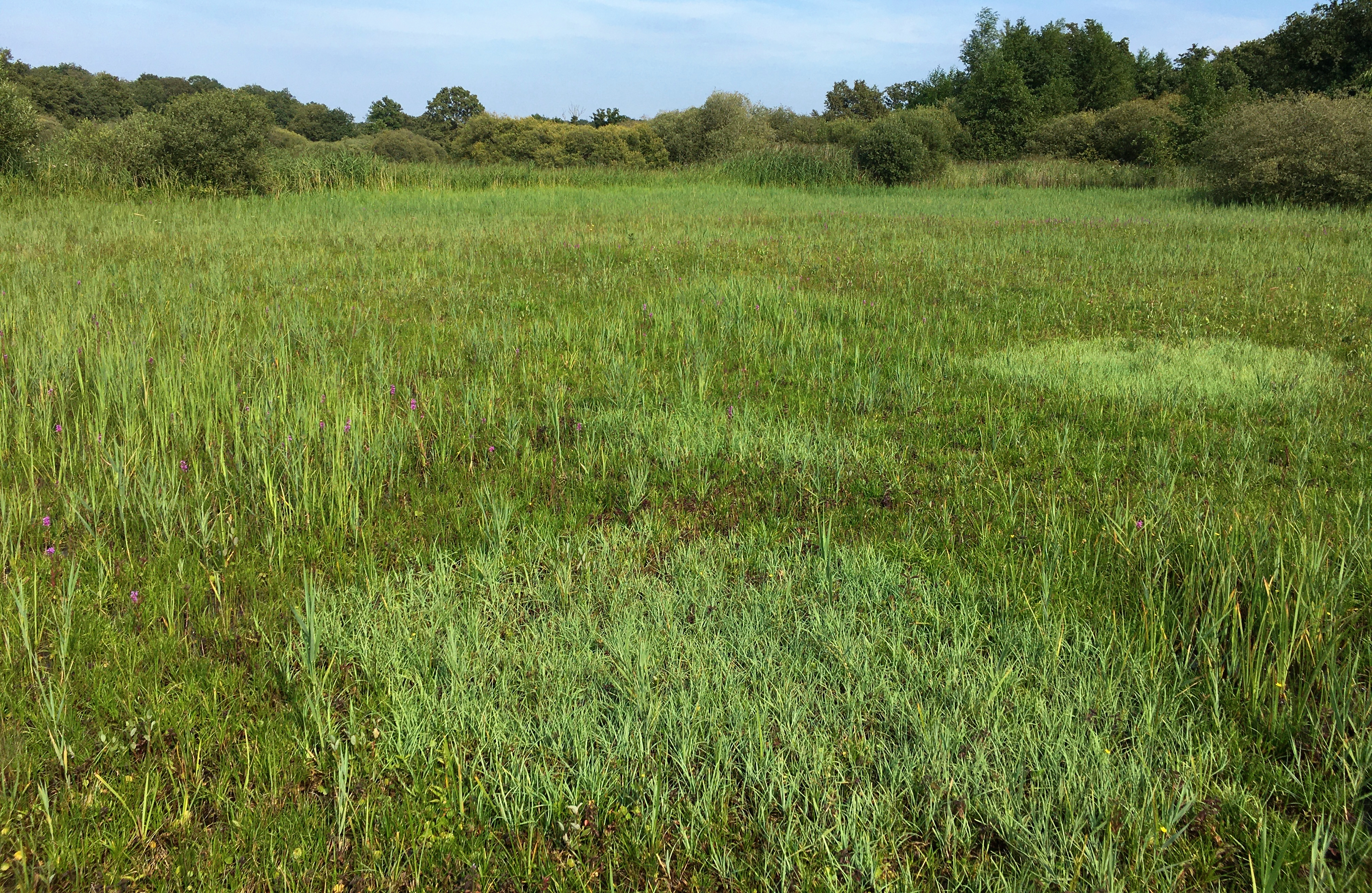
Een kleine-zeggenmoeras met verscheidene zodevormende grasachtigen.
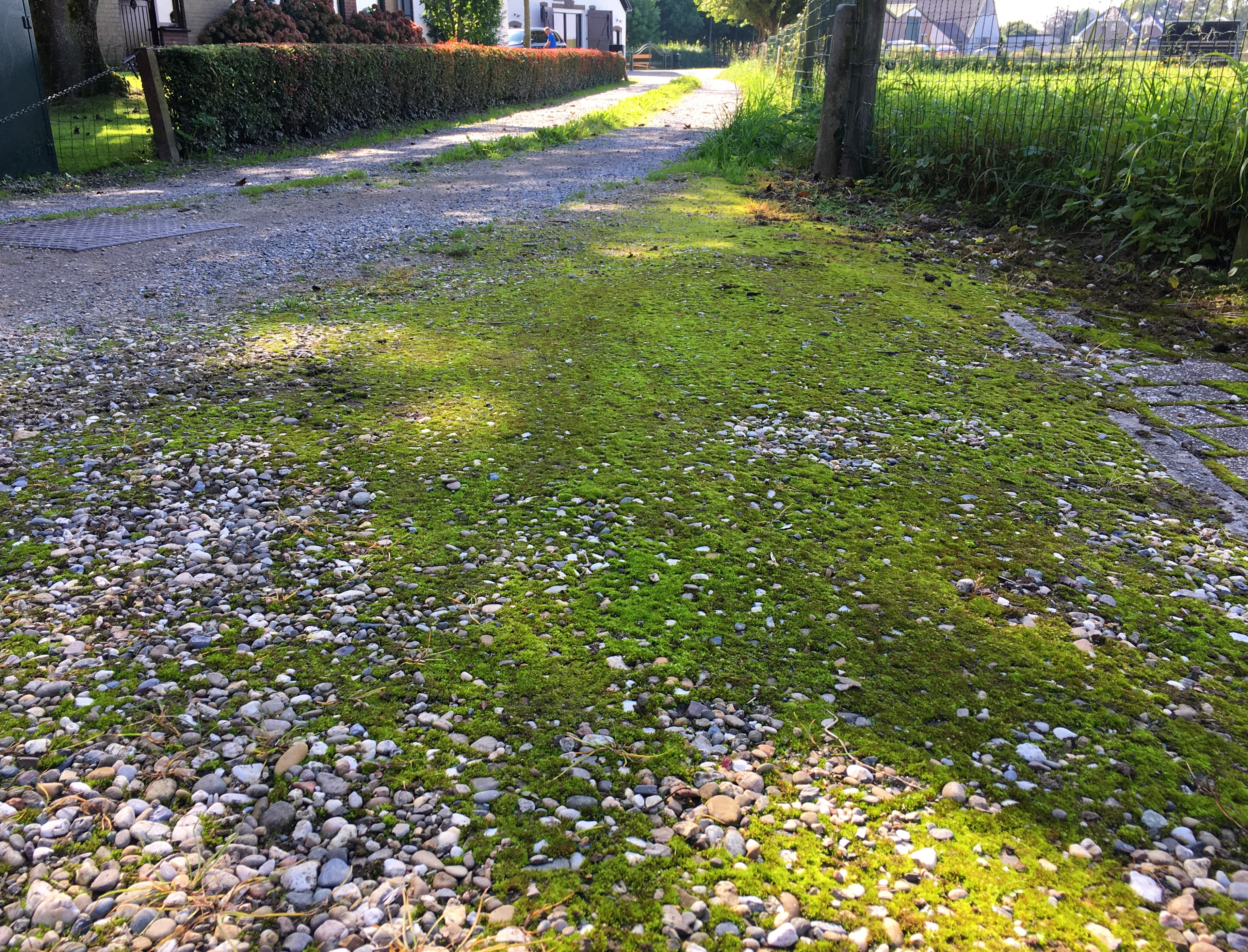
Een zode van gewoon smaragdsteeltje.
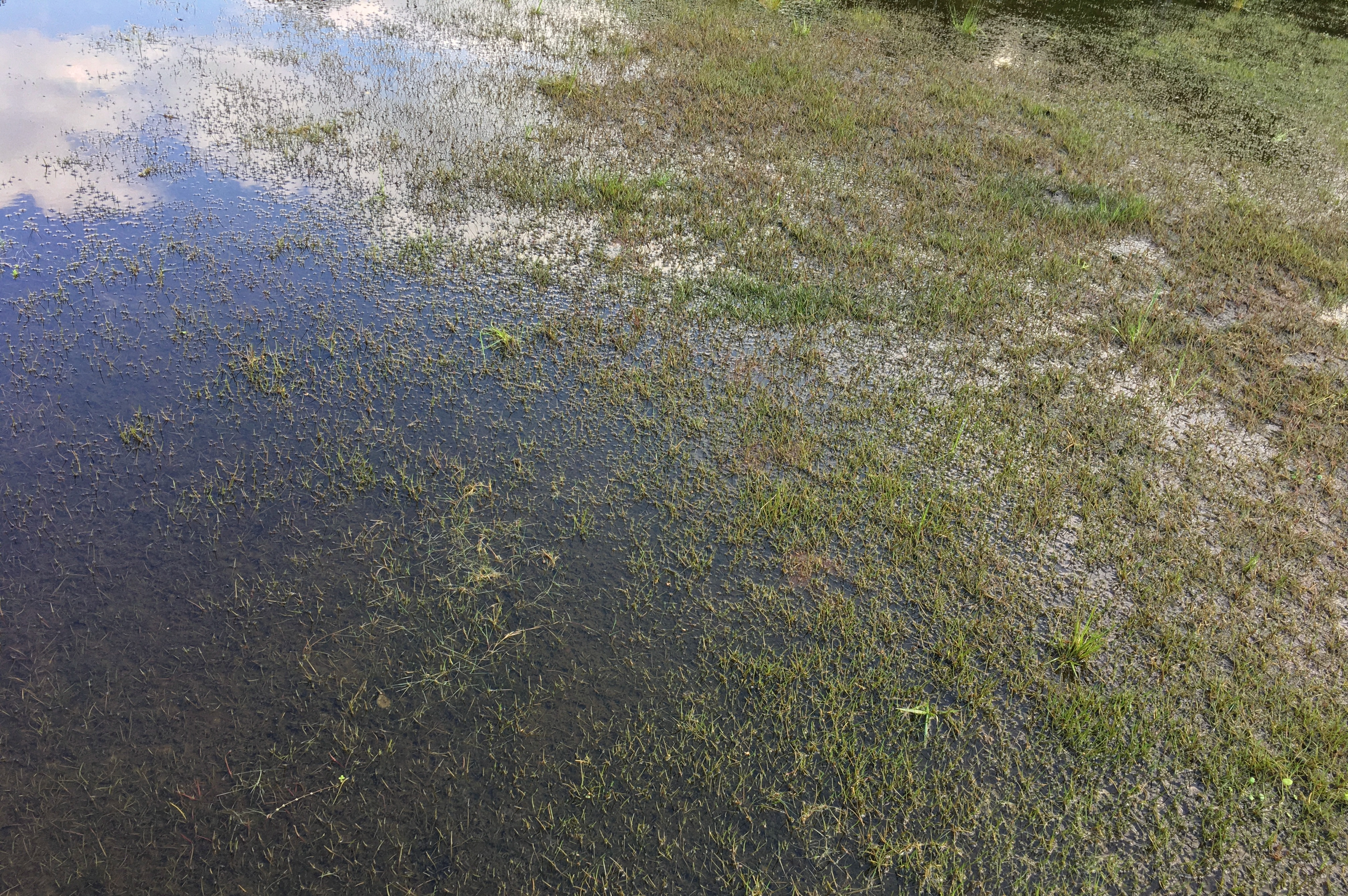
Een zode van oeverkruid.